# ラオディキア

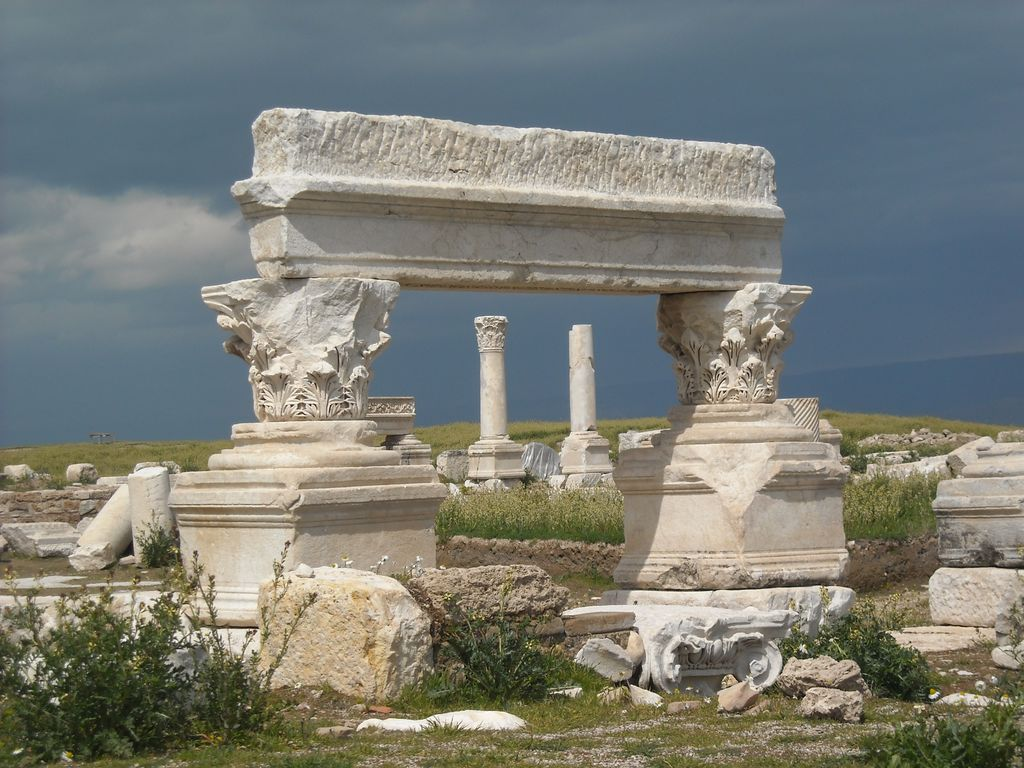
リュコス川沿いのラオディキアの廃墟

ラオディキア(Laodikeia, Laodicea)は「国民の義」という意味での小アジア西部フリギア地方の主要都市のひとつである。新改訳聖書ではラオデキヤと表記される。現在のトルコ共和国のデニズリ県エスキヒサールという村であると言われている。セレウコス朝はラオディキア（ラオディケイア）という名の町を中東に多数築いたが、これもそのうちの一つであり、新約聖書を通じても有名になった。その他の有名なラオディキアには、現シリア領の港湾都市ラタキアがある。

## 位置
メアンデル川の支流リュコス川に面した位置にあり、エフェソスの東150キロ、コロサイとヒエラポリスの近くにあった。

## 新約聖書
パウロとの深い関わりのある教会があった。パウロの弟子エパフラスが教会の基礎を築いたと考えられている。
パウロはラオデキヤの教会への手紙を書いたが、この手紙がエペソ人への手紙であると考える学者もいる。
紀元90年頃、ヨハネの黙示録が書かれた時代には使徒ヨハネが手紙を書き送っている。当時のラオデキヤの教会は霊的に非常に生ぬるい状態にありながら、自分たちの現状には気づいておらず、イエス・キリストが教会の外に立っておられると言われるほど、エキュメニズムの影響で信仰的に堕落し、悔い改めが必要な状態であった。

## 歴史
4世紀までフリギアの司教座がおかれていた。中世にはイスラム教徒の侵略によって破壊された。